# Andowiak Taczanowskiego
Andowiak Taczanowskiego (Thomasomys taczanowskii) – gatunek ssaka z podrodziny bawełniaków (Sigmodontinae) w obrębie rodziny chomikowatych (Cricetidae).

## Zasięg występowania
Andowiak Taczanowskiego występuje w Andach w Ekwadorze i północnym Peru (Piura, Lambayeque, Cajamarca i San Martín).

## Taksonomia
Gatunek po raz pierwszy zgodnie z zasadami nazewnictwa binominalnego opisał w 1882 roku brytyjski zoolog Oldfield Thomas nadając mu nazwę Hesperomys (Rhipidomys) taczanowskii. Holotyp pochodził z Tambillo, na wysokości 5800 ft (1768 m), nad rzeką Malleta, w regionie Cajamarca, w Peru. 
Autorzy Illustrated Checklist of the Mammals of the World uznają ten takson za gatunek monotypowy.

### Etymologia
- Thomasomys: Oldfield Thomas (1858–1929), brytyjski zoolog, teriolog; gr. μυς mus, μυος muos „mysz”[7].
- taczanowskii: Władysław Taczanowski (1819–1890), polski zoolog, kolekcjoner, kustosz Gabinetu Zoologicznego Cesarskiego Uniwersytetu Warszawskiego w latach 1862–1890[8].

## Morfologia
Długość ciała (bez ogona) 95 mm, długość ogona 138 mm, długość ucha 20 mm, długość tylnej stopy 25 mm; brak danych dotyczących masy ciała. 

## Ekologia
Występuje w górskich lasach i w paramo. Gryzonie te są aktywne nocą.

## Populacja
Są lokalnie powszechne.

## Zagrożenia
Główne zagrożenia to wylesianie, fragmentacja siedliska i rolnictwo.